# Alexander von Mensdorff-Pouilly

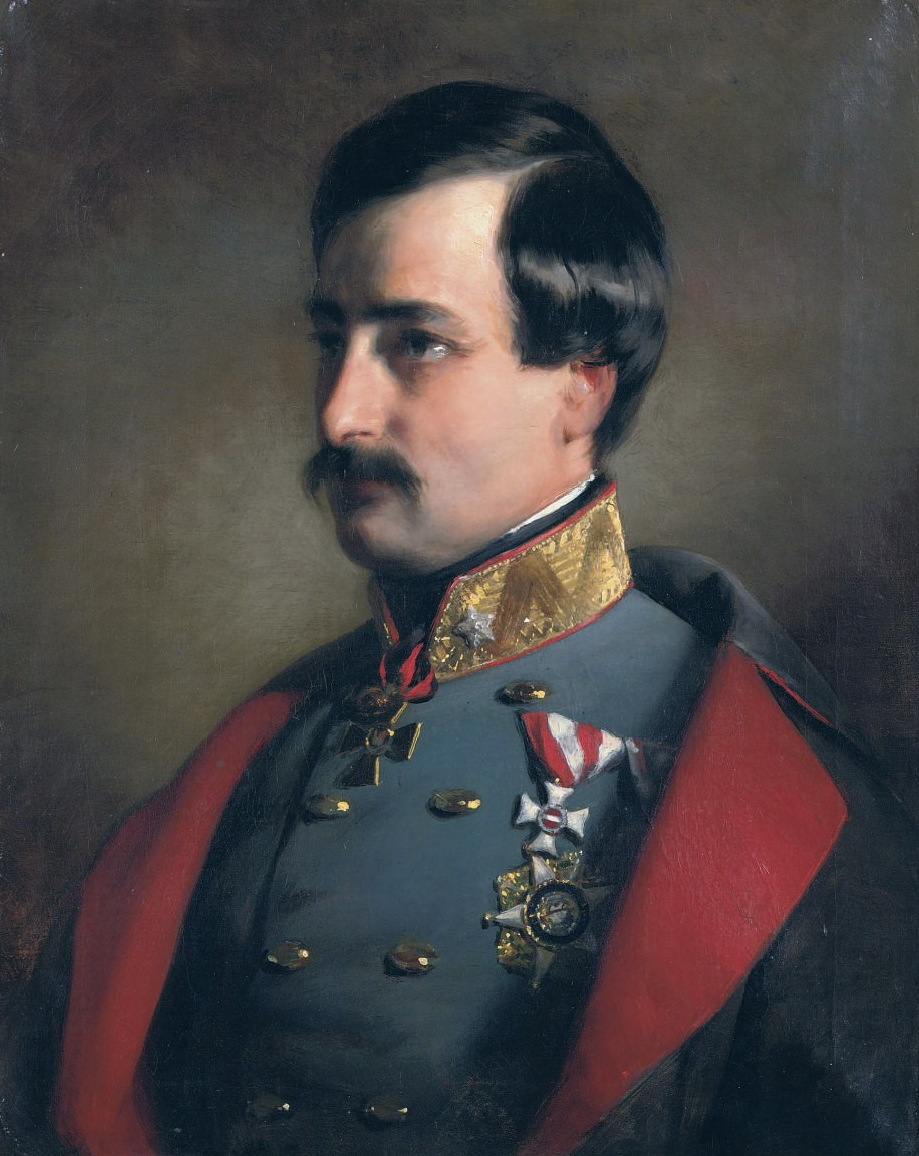
Alexander Mensdorff-Pouilly, (Friedrich von Amerling)

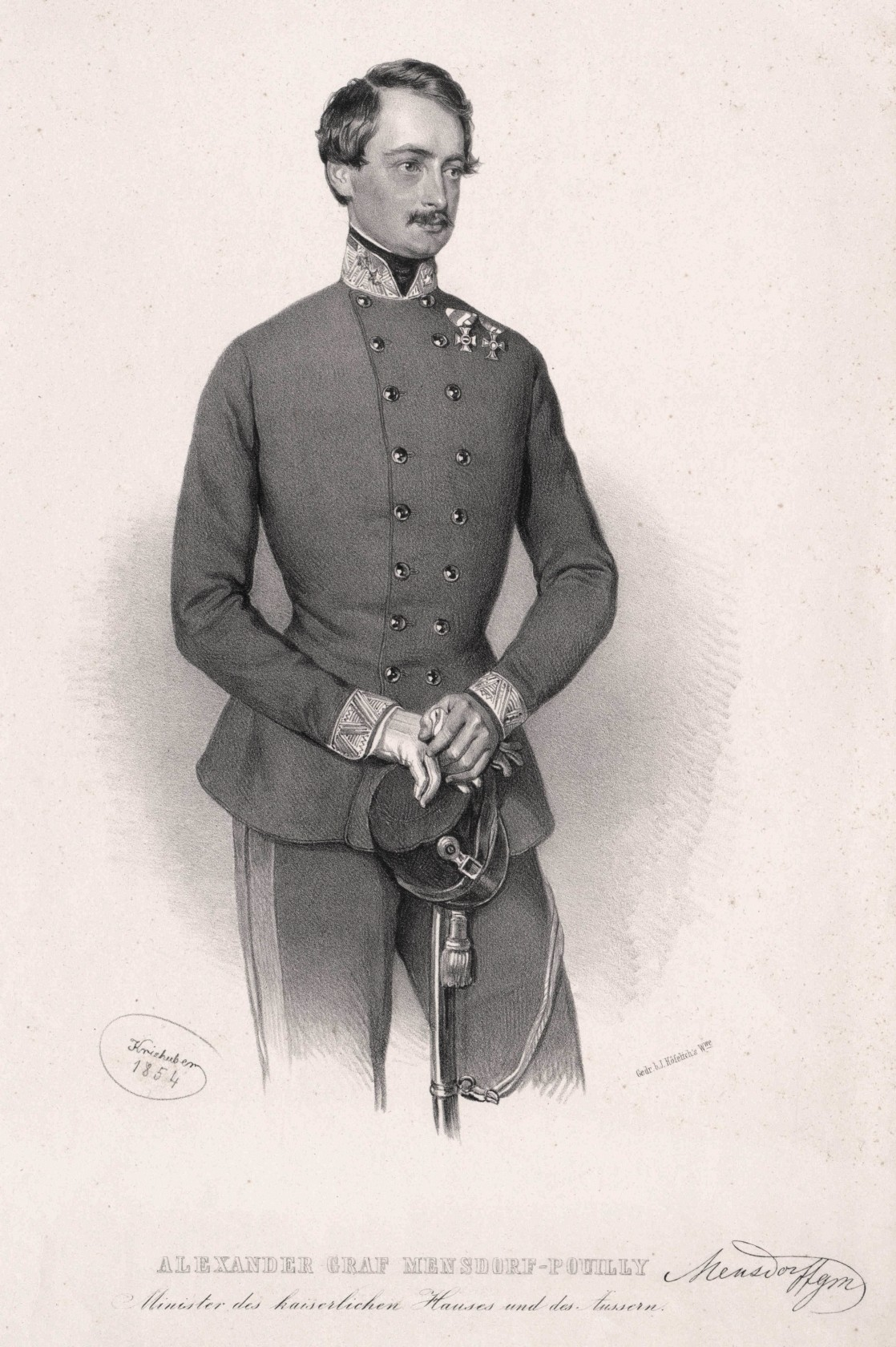
Alexander Mensdorff-Pouilly, Lithographie von Joseph Kriehuber, 1854

Alexander Graf von Mensdorff-Pouilly, seit 1868 erster Fürst von Dietrichstein zu Nikolsburg (* 4. August 1813 in Coburg; † 14. Februar 1871 in Prag) war ein österreichischer Militär und Staatsmann. Von 1864 bis 1866 amtierte er als Außenminister.

## Leben
Alexander von Mensdorff-Pouilly entstammte dem ursprünglich lothringischen Adelsgeschlecht Mensdorff-Pouilly, das seinen Namen (ursprünglich nur Pouilly) von der Herrschaft Pouilly an der Maas ableitete. Während der Französischen Revolution emigrierte die Familie und nahm zusätzlich den Namen Mensdorff (nach einer Gemeinde in der Grafschaft Roussy in Luxemburg) an. Sein Vater war der 1818 in den österreichischen Grafenstand erhobenene General Emanuel von Mensdorff-Pouilly (1777–1852), seine Mutter Prinzessin Sophie von Sachsen-Coburg-Saalfeld (gest. 1835, Tochter des Herzogs Franz von Sachsen-Coburg-Saalfeld).
Er trat 1829 in die Armee ein, wurde 1836 zum Rittmeister und 1844 zum Major ernannt. Er kämpfte während der Revolutionsjahre 1848/49 in Italien und Ungarn mit Auszeichnung. Für seine militärischen Leistungen während der Zweiten Schlacht von Komorn am 2. Juli 1849 wurde er zum Ritter des Militär-Maria-Theresien-Ordens ernannt. Es folgte im gleichen Jahr die Beförderung zum Oberst und im November 1850 die zum Generalmajor.
In den österreichischen Staatsdienst eingetreten, ging er Anfang 1851 als Kommissar nach Schleswig-Holstein und 1852 als Gesandter nach Sankt Petersburg. Schon 1853 von dort wieder abberufen, lebte er eine Zeit lang in England und wurde anschließend zum Brigadier des 7. Armeekorps und am 1. März 1859 zum Feldmarschallleutnant ernannt. Als Generalgouverneur von Galizien zeichnete er sich 1863 während des polnischen Aufstandes durch Energie und Humanität in gleichem Maß aus. Am 27. Oktober 1864 wurde er als Nachfolger von Graf Rechbergs zum Minister des Auswärtigen berufen. Das Ministerium Erzherzog Rainer trat am 26. Juni 1865 zurück, nachdem ihm Kaiser Franz Joseph I. das Vertrauen entzogen hatte. Provisorischer Vorsitzender der Ministerkonferenz  wurde Alexander von Mensdorff-Pouilly und nicht Staatsminister Anton von Schmerling, der de facto das Ministerium Erzherzog Rainer geleitet hatte. Der Kaiser wandte sich mit Richard Belcredi einem deklarierten Konservativen zu und ernannte ihn am 27. Juli 1865 zum Staatsminister und Vorsitzenden der Ministerkonferenz (Ministerium Belcredi). Er war der „treugehorsame Diener seines Kaisers“ und machte alle Wandlungen der österreichischen Politik bis zur Sistierung der Verfassung durch Belcredi und dem Krieg mit Preußen 1866 mit. Im November 1866 legte er sein Amt nieder und wurde 1870 zum Kommandierenden General in Agram, dann in Prag ernannt.
Als Gemahl der Reichsgräfin Alexandrine „Aline“ von Dietrichstein-Proskau-Leslie (1824–1906), einer Tochter des Joseph Franz von Dietrichstein-Proskau-Leslie, 9. Reichsfürsten von Dietrichstein und Inhabers der Herrschaft Nikolsburg in Mähren (1798–1858), erhielt er nach dem Tod des letzten Reichsfürsten von Dietrichstein im Jahr 1864 durch kaiserliches Diplom vom 20. März 1869 den Titel eines österreichischen Fürsten von  Dietrichstein zu Nikolsburg in der Primogenitur übertragen, die übrige Nachkommenschaft sollte den Namen Mensdorff-Pouilly-Dietrichstein führen. Er starb am 14. März 1871. Sein Erbe als 2. Fürst von Dietrichstein zu Nikolsburg war sein ältester Sohn, Hugo (1858–1920). Sein jüngerer Sohn Albert von Mensdorff-Pouilly-Dietrichstein spielte eine bedeutende Rolle in der Diplomatie vor und während des Ersten Weltkriegs.